# Rauiella niveo-calycina
Rauiella niveo-calycina là một loài Rêu trong họ Thuidiaceae. Loài này được (Müll. Hal.) Wijk & Margad. miêu tả khoa học đầu tiên năm 1962.